# Helin Bölek
Helin Bölek (Diyarbakır, 5 giugno 1992 – Istanbul, 3 aprile 2020) è stata una cantante e attivista turca di origine curda, membro della band turca di musica folk Grup Yorum, arrestata da Ankara con l'accusa di appartenere ad un gruppo terrorista e morta nell'aprile 2020 dopo 288 giorni di sciopero della fame..

## Biografia
Bölek, figlia di una famiglia del Diyarbakır, è stata nel mondo della musica sin da ragazza. Ha preso parte al Grup Yorum come solista, una band di musica popolare, rock e di protesta che cantava in quattro lingue (turca, curda, araba e circassa, le quattro lingua parlate nell'Anatolia), e che da tempo non poteva tenere i suoi concerti. Il concerto annuale del 2015 era stato vietato, solo nel luglio 2018 aveva potuto tenere il concerto via internet.
Bölek è stata arrestata per la prima volta durante un'operazione di polizia presso il Centro culturale İdil di Istanbul nel novembre 2016, quando è stata detenuta con altri sette membri del gruppo con l'accusa di "resistenza alla polizia, insulti e membro di un'organizzazione terroristica". I musicisti Bahar Kurt, Barış Yüksel e Ali Aracı hanno annunciato di aver avviato uno sciopero della fame "indefinito e irreversibile" il 17 maggio 2019, per porre fine alle pressioni dello Stato, ai divieti dei concerti e alle incursioni nei centri culturali.
Bölek ha aderito allo sciopero della fame nel giugno 2019. È stata rilasciata nel novembre 2019 ma ha continuato a digiunare. L'11 marzo 2020, İbrahim Gökçek e Helin Bölek sono stati portati all'ospedale statale di Umraniye dopo un raid della polizia quella mattina nella loro casa di Küçükarmutlu, Istanbul. In una dichiarazione fatta dal loro avvocato Didem Ünsal, i due membri del Grup Yorum hanno sostenuto di essere stati portati in ospedale in ambulanza e di essere stati ricoverati al pronto soccorso, dove hanno affermato di non voler accettare interventi o cure.
È morta a 28 anni il 3 aprile 2020, il 288º giorno di uno sciopero della fame nella sua casa di Istanbul, iniziato in segno di protesta contro il trattamento della banda musicale da parte del governo turco guidato da Recep Tayyip Erdoğan. Dopo la sua morte, molta gente ha pianto Helin Bölek partecipando al funerale. La polizia è intervenuta durante la marcia e ha arrestato diversi partecipanti. Dopo la cerimonia funebre molti intendevano andare al cimitero, ma la polizia lo ha impedito e ha arrestato altre persone. Successivamente, è stata la polizia a trasportare Helin Bölek al cimitero.